# Avenida Tres de Mayo (Santa Cruz de Tenerife)
La Avenida Tres de Mayo, es una vía pública situada en el centro de la ciudad de Santa Cruz de Tenerife, en la isla de Tenerife, en las Islas Canarias (España). Situada en la zona de Cabo-Llanos, separa los barrios de El Cabo y Los Llanos. En ella se ubica una zona comercial importante, lo que convierte a la Avenida Tres de Mayo en un símbolo del crecimiento económico de Santa Cruz. Constituye la segunda mayor avenida de la ciudad y de Canarias, tras la Rambla de Santa Cruz.

## Historia
Su nombre se debe a que la ciudad se fundó un tres de mayo. Antiguamente contaba con tres carriles por sentido, pero tras la construcción del túnel subterráneo cuenta con dos carriles por sentido más una pequeña rambla peatonal entre ellos.

## Inmuebles
En esta avenida se encuentra el Túnel Tres de Mayo, que comunica la ciudad con la Autopista del Norte de Tenerife. Entre los edificios emblemáticos de la Avenida Tres de Mayo destacan; el  Rascacielos de la avenida Tres de Mayo, un centro comercial de  El Corte Inglés, el Nivaria Center, el Intercambiador de Santa Cruz de Tenerife, la Iglesia de Santo Domingo de Guzmán, el Palacio de Justicia de Santa Cruz de Tenerife, la Sede de la Presidencia del Gobierno de Canarias y el Hotel Atlántida Santa Cruz.

## Galería

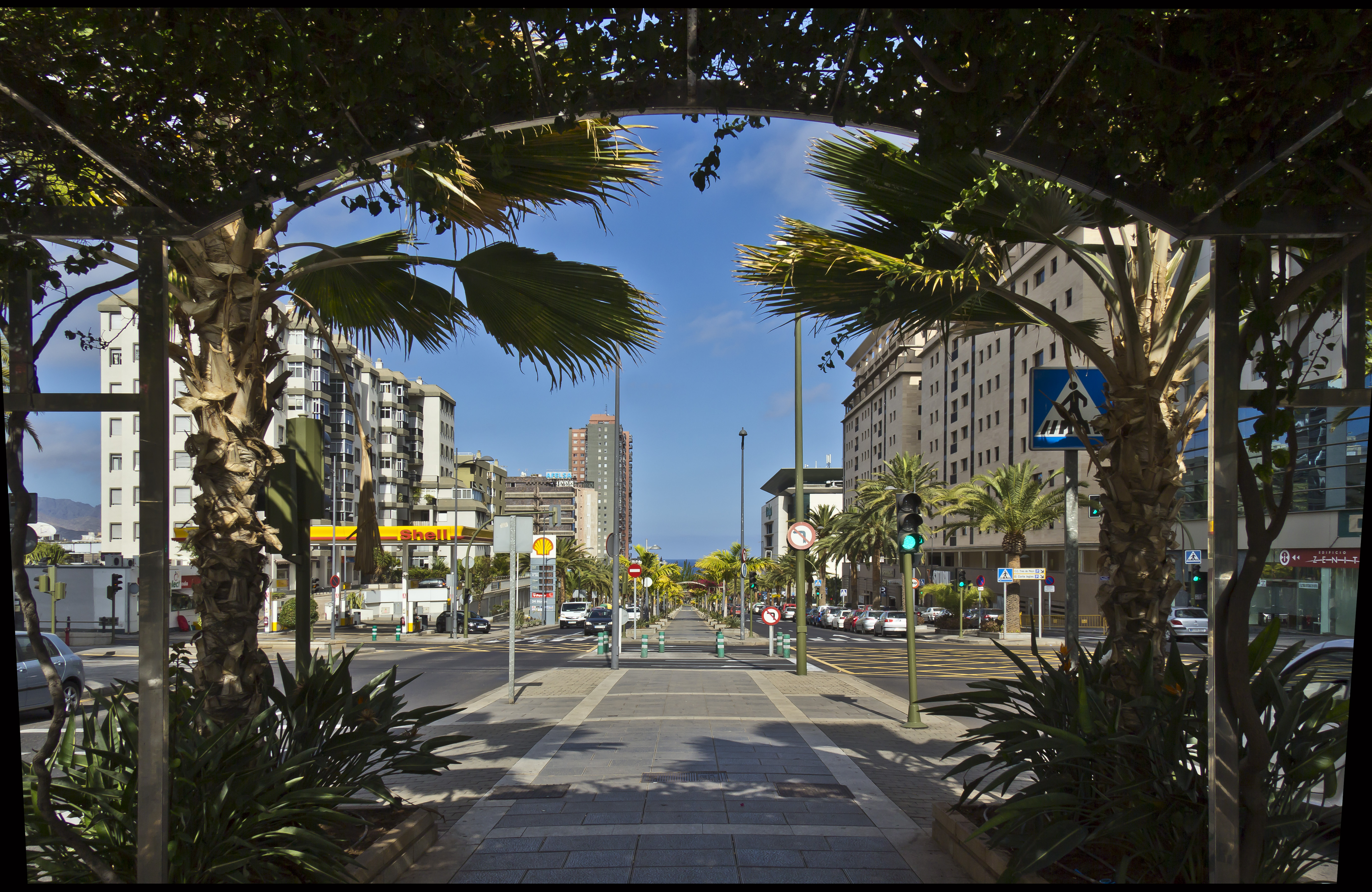
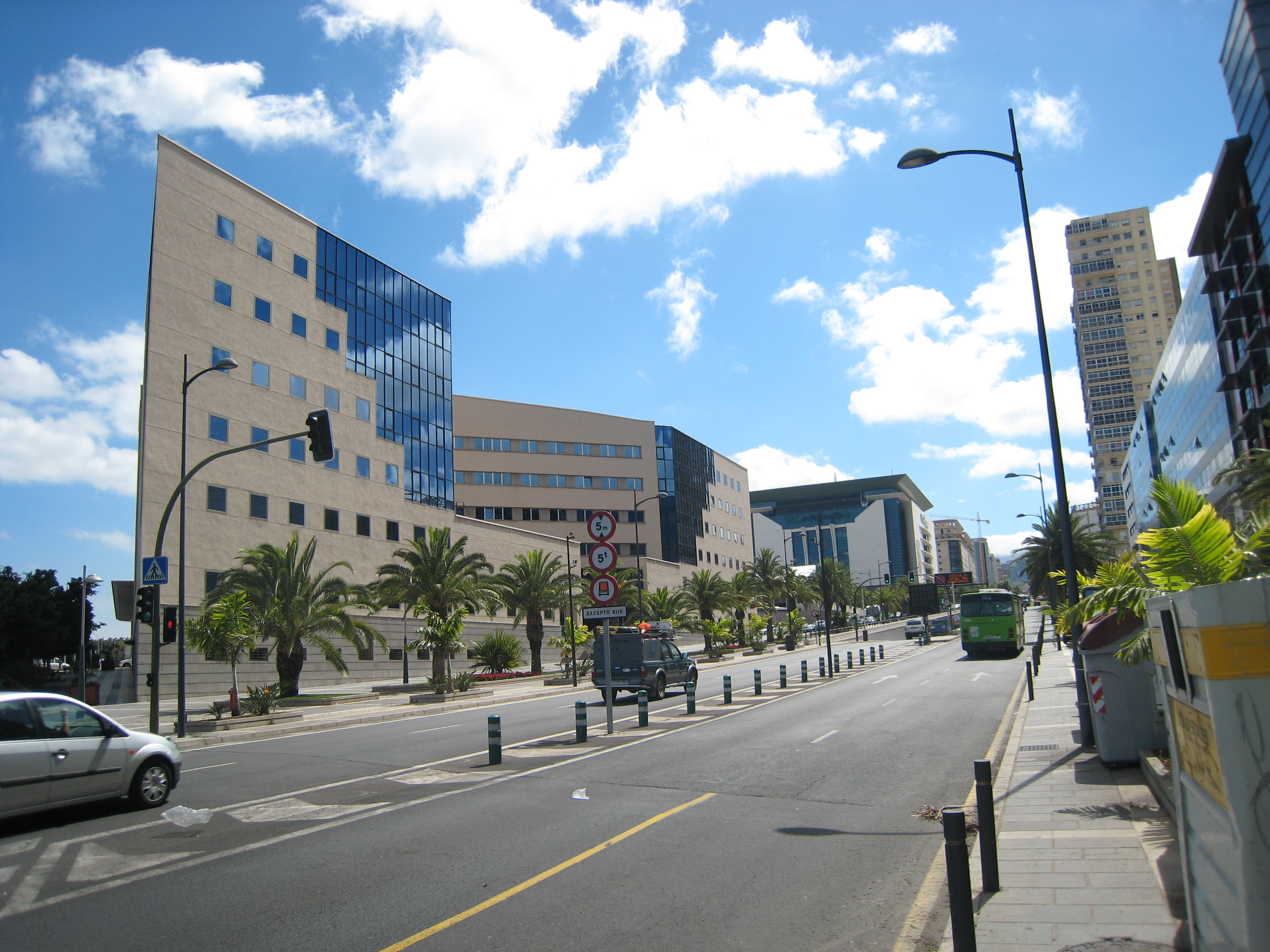
Avenida Tres de Mayo con el túnel Tres de Mayo al fondo. A la derecha el Rascacielos de la avenida Tres de Mayo y en primer plano a la izquierda el Palacio de Justicia de Santa Cruz de Tenerife.
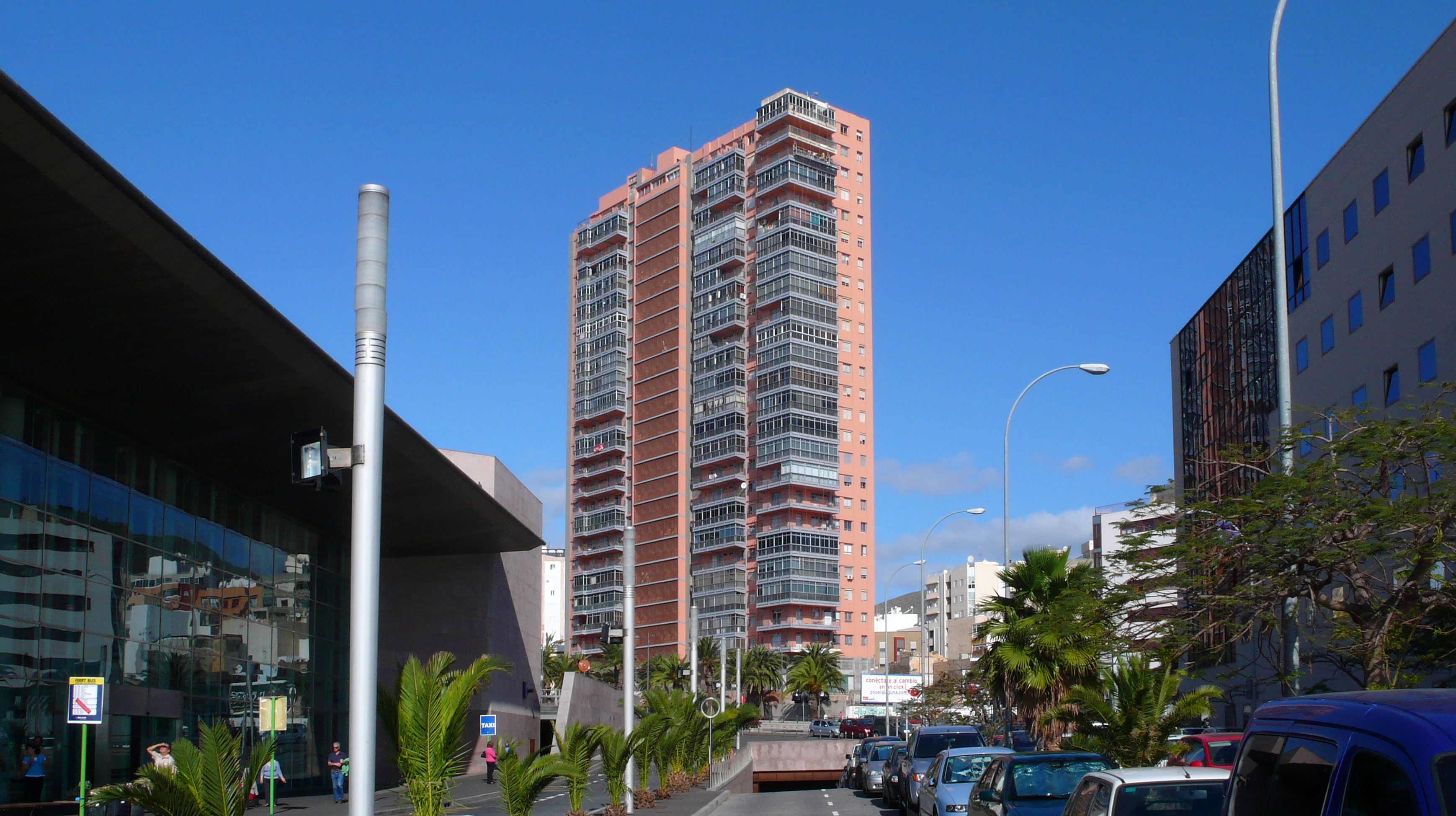
Rascacielos de la avenida Tres de Mayo, uno de los edificios más altos de la ciudad.